# Баунд Брук
Баунд Брук (на английски: Bound Brook) е град в окръг Съмърсет, Ню Джърси, Съединени американски щати. Създаден е през 1869. Населението му е 10 468 души (по приблизителна оценка от 2017 г.).
В Баунд Брук умира писателят Ъптон Синклер (1878 – 1968).